# Cabo Berberia
Cabo Berberia är en udde i Spanien. Den ligger i regionen Balearerna, i den östra delen av landet, 500 km öster om huvudstaden Madrid. Cabo Berberia ligger på ön Formentera.
Terrängen inåt land är platt. Havet är nära Cabo Berberia åt sydväst. Närmaste större samhälle är Sant Ferran de ses Roques, 8,9 km nordost om Cabo Berberia. 